# Емил Попов (радист)
Вижте пояснителната страница за други личности с името Емил Попов.
Емил Николов Попов (агентурен псевдоним Пар) е български комунист, член на РМС и участник в българската комунистическа съпротива през Втората световна война.
Радист на разкритата разузнавателна група на Александър Пеев (Боевой) и разстрелян на 22 ноември 1943 г. на гарнизонното стрелбище в София след присъда по обвинения по Закона за защита на държавата.

## Биография
Емил Попов е роден на 28 ноември 1910 г. във Велико Търново. Баща му, Никола Попов, е учител. Майка му се казва Паунка. Семейството има четири деца – Иван, Ирина, Емил и Маруся. Брат му Иван Попов става основоположник на електронната промишленост в България. Емил е братовчед на Иван Джаков – първия български радиолюбител. През 1920 г. баща му е уволнен от училището заради пропаганда на комунистически идеи и семейството се премества да живее в София.
Агентурна дейност
През 1941 г. Емил Попов се намира на свръзка при военния аташе и резидент на съветското разузнаване в посолството на СССР в София полковник Иван Дергачев. След нападението на Нацистка Германия срещу СССР на 22 юни 1941 г., Дергачев дава указания на Александър Пеев да се свърже с Емил Попов, чрез Димитър Павлов, шурей на Кръстю Белев. Пеев (Боевой) събира разузнавателна информация за германските войски в България, политическата обстановка в страната и други сведения, които предава на Емил Попов. Попов отначало дава информацията на Иван Джаков, който я предава по морзовата азбука, чрез късовълнова радиостанция в разузнавателния център в СССР („Дубок“). По-късно Джаков е мобилизиран в противовъздушната отбрана на София. Емил Попов инсталира нелегалната радиостанция в собствената си квартира на ул. „Цар Самуил“ №25 в София и започва самостоятелно да поддържа радиовръзка с Москва. Александър Пеев знае, че събира информация в интерес на СССР, но не знае как се предава тя, след като я предостави на Емил Попов.
Съд и разстрел
На 15 април 1943 г. Емил Попов е засечен и арестуван по време на радиовръзка с разузнавателния център в СССР („Дубок“). По-късно са разкрити и арестувани Александър Пеев, Иван Владков и Иван Джаков.
По наказателно дело №1541/1943 Емил Попов, Александър Пеев и Иван Владков са осъдени на смърт от Софийския военно-полеви съд и са разстреляни на гарнизонното стрелбище в София на 22 ноември 1943 г. Иван Джаков е осъден на 8,5 години затвор, от които излежава година и на 8 септември 1944 г. е освободен от правителството.

## В изкуството
През 1979 г. в Народна република България по сценарий на Павел Вежинов е заснет телевизионен сериал „Сами сред вълци“, посветен на разузнавателната дейност на Александър Пеев и неговите сътрудници. Личността на Емил Попов е пресъздадена от Стойно Добрев.